# Vismia
Vismia is een geslacht uit de hertshooifamilie (Hypericaceae). De soorten komen voor in de tropische delen van het Amerikaanse continent, van Zuid-Mexico tot in het zuidelijke deel van tropisch Zuid-Amerika en op het eiland Trinidad. Verder komen er ook soorten voor in tropisch Afrika.

## Enkele soorten
- Vismia baccifera
- Vismia guianensis
- Vismia jefensis
- Vismia micrantha
- Vismia parviflora
- Vismia pauciflora